# Old Crow Airport
Old Crow Airport är en flygplats i Kanada. Den ligger i den nordvästra delen av landet, 4 400 km väster om huvudstaden Ottawa. Old Crow Airport ligger 251 meter över havet.
Terrängen runt Old Crow Airport är platt åt sydost, men åt nordväst är den kuperad. Trakten runt Old Crow Airport är nära nog obefolkad, med mindre än två invånare per kvadratkilometer.. Närmaste större samhälle är Old Crow, 0,22 km öster om Old Crow Airport.
Omgivningarna runt Old Crow Airport är i huvudsak ett öppet busklandskap.